# Manteling van Walcheren
Das Manteling van Walcheren ist ein Natura 2000-Gebiet in der Kategorie Dünen an der nördlichen Spitze der Halbinsel Walcheren in Seeland zwischen Domburg und dem Veerse Gatdam. Das Naturschutzgebiet ist etwa 740 Hektar groß und besteht aus Landgütern wie Kasteel Westhove, Berkenbosch und Duinbeek, Wäldern und kalkarmen Dünen mit feuchten Tälern, Grasland und Gebüsch. Das Oranjezon-Dünengebiet ist ebenfalls Bestandteil des Natura-2000-Gebiets. Der Name Manteling weist auf die Schutzfunktion hin; wie ein Mantel schützt es vor den heftigen Seewinden.
Kaum irgendwo in Europa wachsen Laubwälder (niedrige, mannshohe Eichen mit gewundenen Stämmen) so nah an der Küste. Die Eichenwälder wurden im 18. Jahrhundert zum Schutz von Landhäusern gepflanzt. Im Manteling gedeihen Stinsenpflanzen wie Schneeglöckchen, Tulpe, Narzisse, Schlüsselblume, Buschwindröschen und Bärlauch, die sich von den Landgütern in das Gebiet ausgebreitet haben. In den feuchten Dünentälern des Teilgebiets Oranjezon blühen Gelbwurz (Linum catharticum), Steifer Augentrost (Euphrasia stricta), Parnassia (Parnassia palustri), Gelbes Teerkraut (Parentucellia viscosa), Bitterling (Blackstonia perfoliata) und Sumpf-Stendelwurz (Epipactis palustris). Säugetiere wie Rehe und Damhirsch leben dort. Frei lebende Konik-Pferde sorgen durch ihren Verbiss dafür das die Vegetation niedrig bleibt. Unter den brütenden Vogelarten sind Specht, Nachtigall, Dorngrasmücke, Kleiber, Feldschwirl, Stieglitz, Baumpieper, Waldohreule, Goldhähnchen, Zwergtaucher und Reiherente. Einige der Landgüter wurden 1995 im Rahmen eines Rekultivierungsprojekts restauriert.

## Bilder

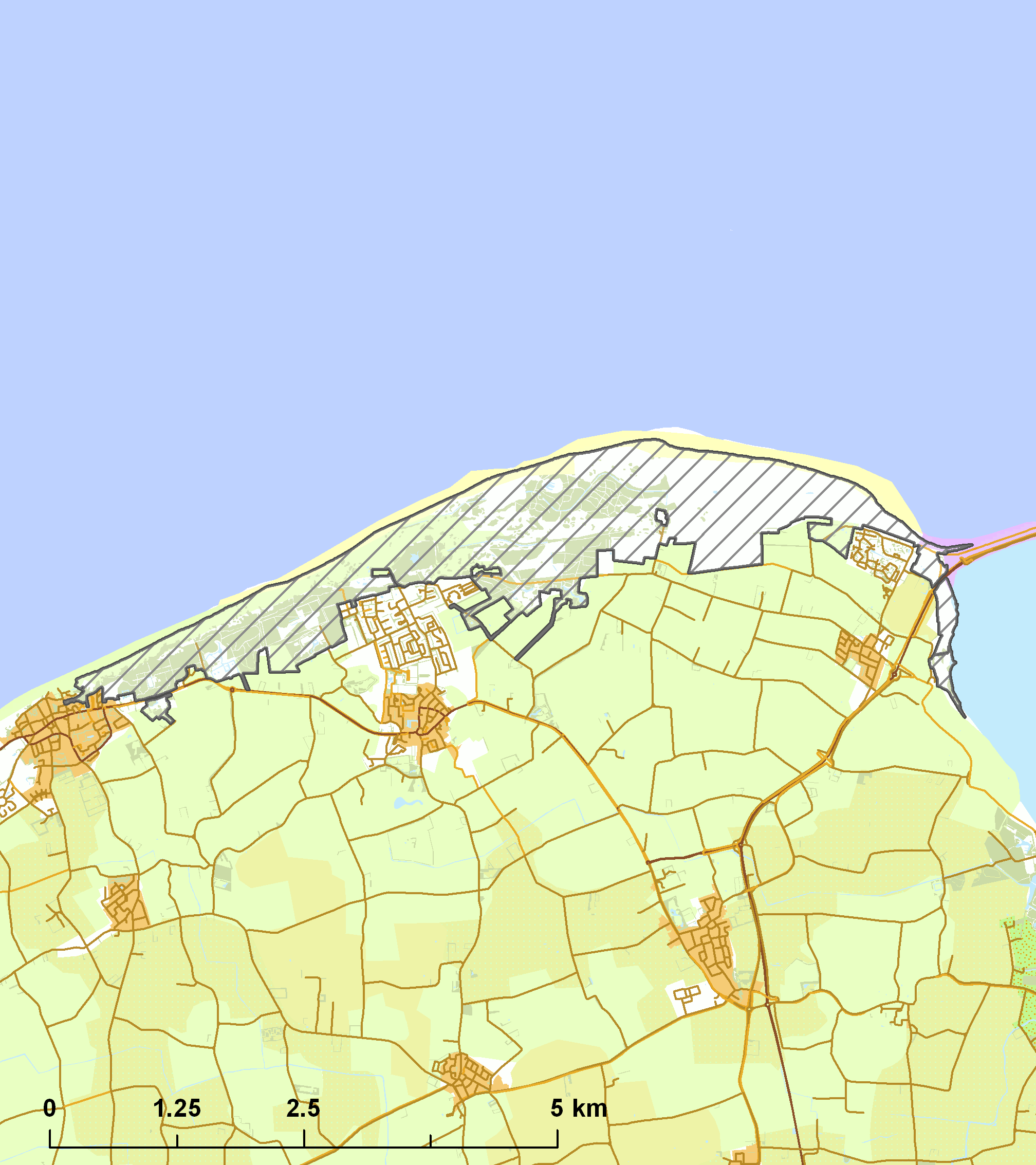
Karte
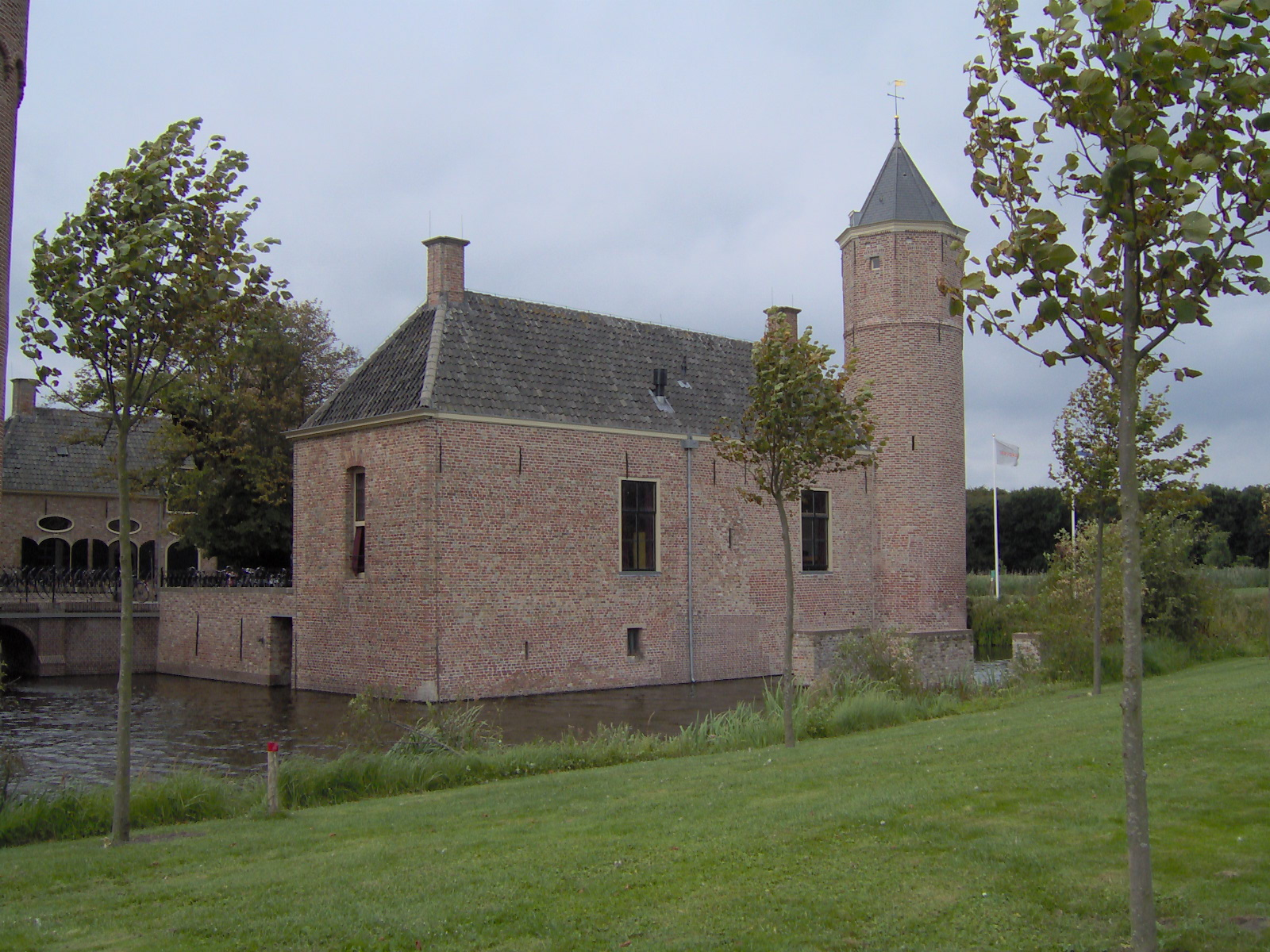
Landgut Westhove
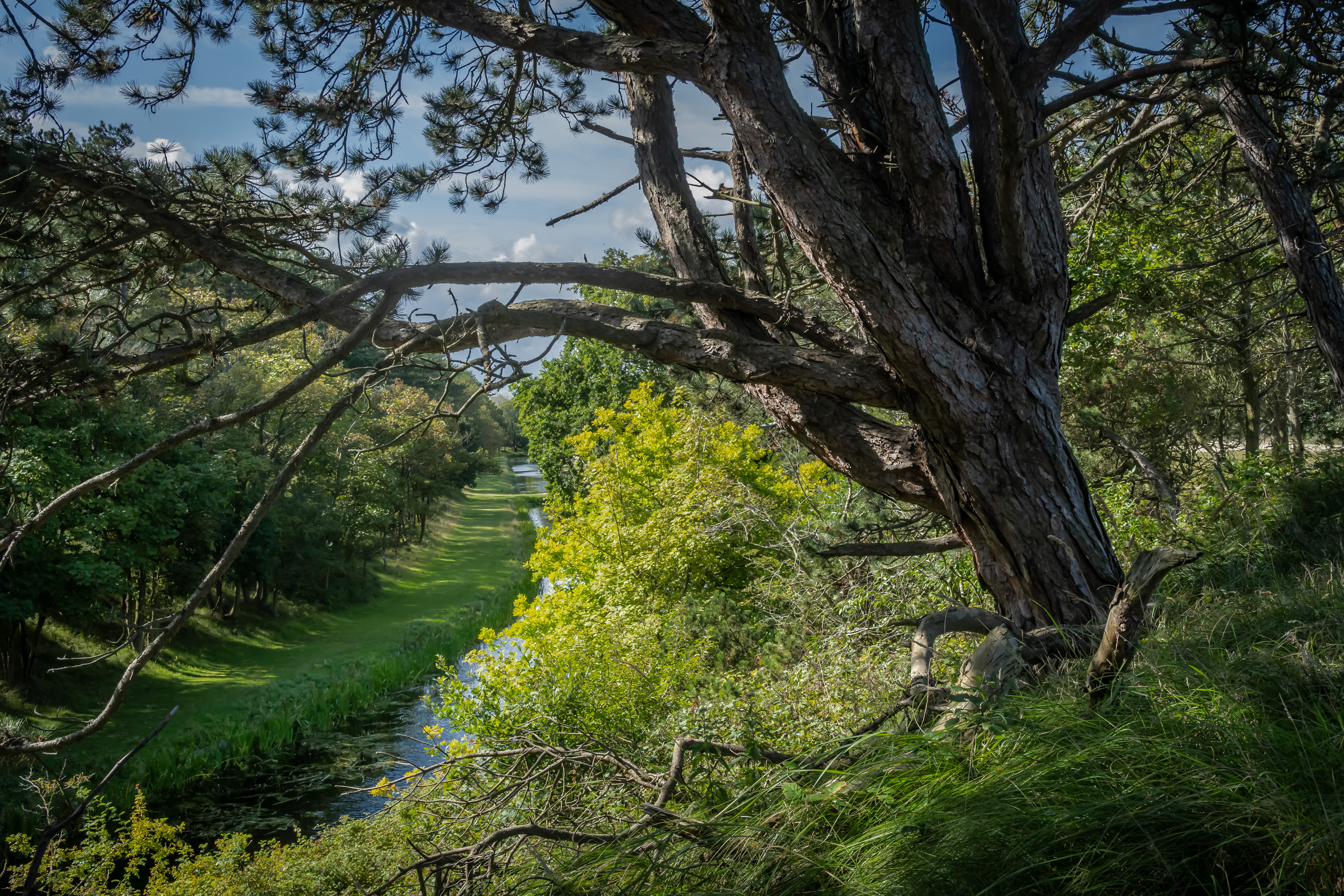
Dünental
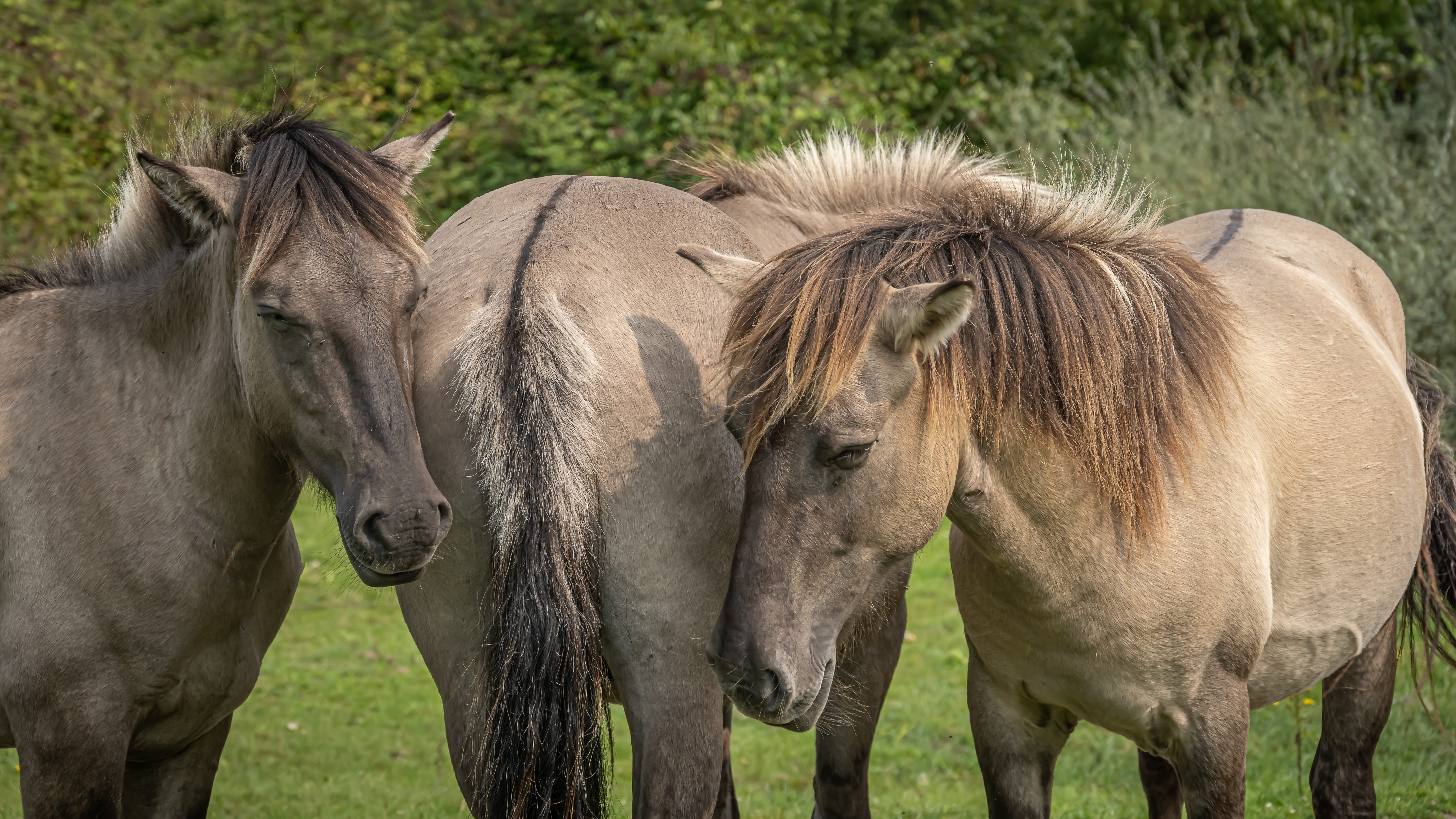
Konik-Pferde